# Den store synagoge i Łódź
Den store synagoge (polsk: Wielka Synagoga, også kaldet Synagoga postępowa, "Reformsynagogen") var i sin tid den største af omkring 250 synagoger i byen. Den blev rejst i årene 1881-1882, og opførslen blev finansieret af de største fabrikanter i Łódź, blandt andet Izrael Poznański, Karol Scheibler og Joachim Silberstein. Tegningerne blev udført af Adolf Wolff fra Stuttgart, og blev officielt godkendt af byarkitekten Hilary Majewski. 
Synagogen havde form som en treskibet pseudobasilika. Kompositionsmåden var inspireret af franske romanske basilikaer. Indvendigt havde synagogen en rig, orientalsk udsmykning med farverige mosaikker og polykromi. Udvendigt var den prydet med otte kupler. 
Synagogen blev brugt af assimilerede jøder, som den jødiske intelligentsia og det jødiske borgerskab. Den blev ikke brugt af ortodokse jøder. For at komme ind i synagogen måtte man have et specielt indgangskort.
Under den tyske invasion af Polen blev synagogen brændt ned af tyske nazister natten til 11. november 1939. En mindetavle er sat op, til minde om synagogen.